# Supercopa omanita de futbol
La Supercopa omanita de futbol és una competició futbolística d'Oman que enfronta els campions de lliga i copa. La primera edició es va celebrar el 1998. Es disputa a l'inici de la temporada.

## Historial
Font:
- 1998/99: Dhofar 2-1 Al-Seeb
- 2000: Al Oruba Sur 1-1 Dhofar [10-9 pen]
- 2002: Al Oruba Sur 2-1 Al-Nasr
- 2003/04: Muscat 3-2 Al-Seeb
- 2004/05: Muscat 2-1 Dhofar
- 2008: Al Oruba Sur 2-0 Sur Club
- 2009: Al Nahda 1-0 Al-Suwaiq